# Emmanuel Todd

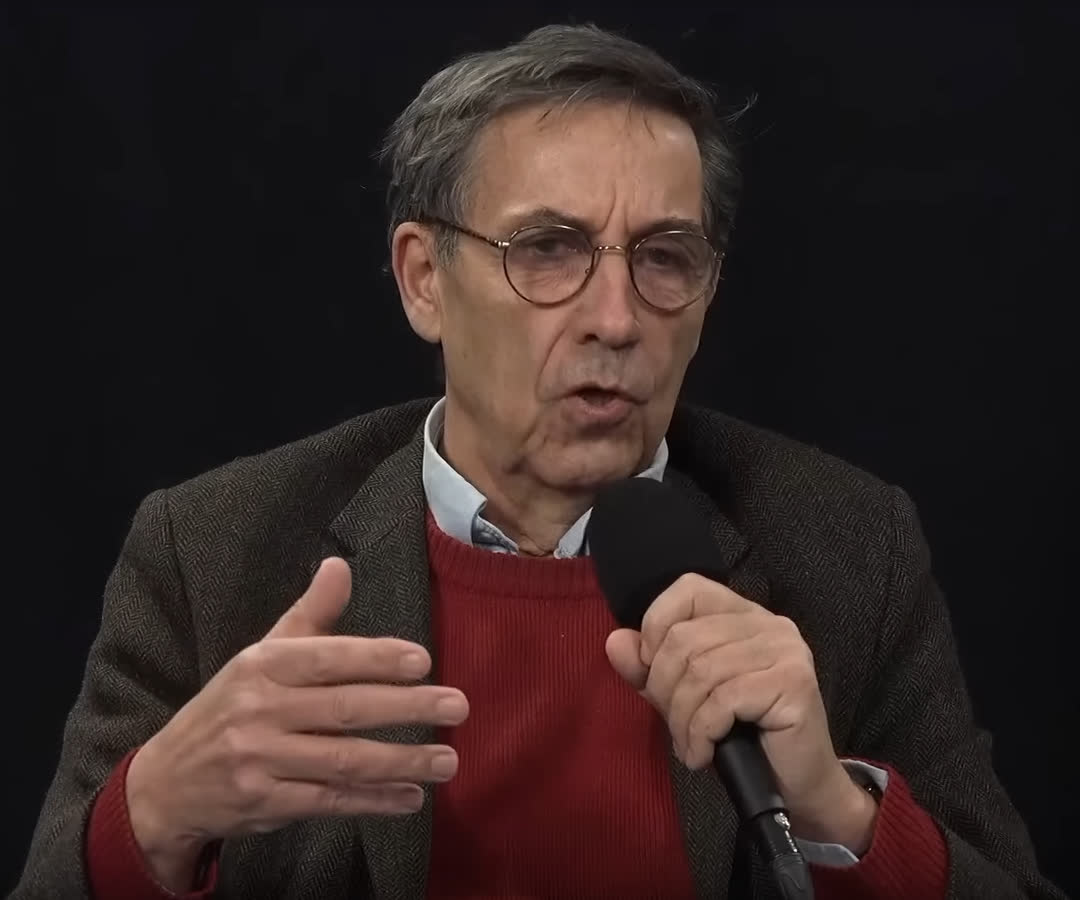
Emmanuel Todd (2024)

Emmanuel Todd (* 16. Mai 1951 in Saint-Germain-en-Laye, Département Yvelines) ist ein französischer Anthropologe, Demograf und Historiker. Er hat vor allem zu Fragen der Bevölkerungsentwicklung und der Familienstrukturen in international vergleichender und historischer Perspektive publiziert. Er forschte am Nationalen Institut der Bevölkerungsstudien (INED) und befasste sich mit den verschiedenen Familienstrukturen auf der Welt und ihrem Einfluss auf Überzeugungen, Ideologien, politische Systeme und historische Ereignisse. Todd ist Autor zahlreicher Bücher.

## Leben
Todd ist der Sohn des Schriftstellers und Journalisten Olivier Todd (1929–2024) und der Werbefachfrau Anne-Marie Nizan. Sein Großvater mütterlicherseits war der Philosoph und Romanautor Paul Nizan, seine Urgroßmutter väterlicherseits die britische Vogue-Herausgeberin Dorothy Todd. Seine Großmutter mütterlicherseits war eine Cousine des Anthropologen Claude Lévi-Strauss.
Er besuchte das Lycée International de Saint-Germain-en-Laye und engagierte sich bei der Kommunistischen Jugend.
Im Juni 1968, während der Hochphase der 68er-Bewegung, trat er mit 17 Jahren eine kurze Zeit der Parti communiste français bei.
Der Historiker Emmanuel Le Roy Ladurie, ein Freund der Eltern, weckte sein Interesse für Geschichte.
Todd studierte am Institut d’études politiques de Paris (Sciences Po) und der Universität Paris-Sorbonne Geschichte und Anthropologie und schloss sein Studium 1972 mit der Maîtrise ab. Auf Empfehlung François Furets publizierte er 1975 seinen ersten Artikel in der renommierten Fachzeitschrift Annales.
Am Trinity College der Universität Cambridge promovierte er 1976 bei Peter Laslett mit einer vergleichenden historisch-anthropologischen Arbeit über vorindustrielle Bauerngemeinden in Frankreich, Italien und Schweden. Von 1977 bis 1984 war er Literaturkritiker für die französische Zeitung Le Monde. Seit 1984 arbeitet er am Institut national d’études démographiques (INED; „Nationales Institut der Bevölkerungsstudien“).
Todd ist Autor zahlreicher Bücher. In seinem Buch La chute finale von 1976 sagte er den Zusammenbruch der Sowjetunion aufgrund von Faktoren wie der zunehmenden Kindersterblichkeit voraus. Während seiner Arbeit am Nationalen Institut für Bevölkerungsstudien in Frankreich entstanden die Werke La troisième planète (1983), L’enfance du monde (1984), La nouvelle France (1990), L’invention de l’Europe (1994). Er war ein einflussreicher Wahlkampfhelfer für Jacques Chirac, der 1995 zum französischen Präsidenten gewählt wurde. Der Gaullist fand 1995 in Todds Schriften Anregungen für seine Wahlkampagne zum Thema der fracture sociale (wörtlich „sozialer Bruch“, sinngemäß „die soziale Kluft“ oder „das Auseinanderbrechen der Gesellschaft“).
Zeitweilig fungierte er als Berater des Präsidenten Chirac, rief 1997 aber wieder zur Wahl der Kommunisten auf, weil er den EU-Vertrag von Maastricht ablehnte.

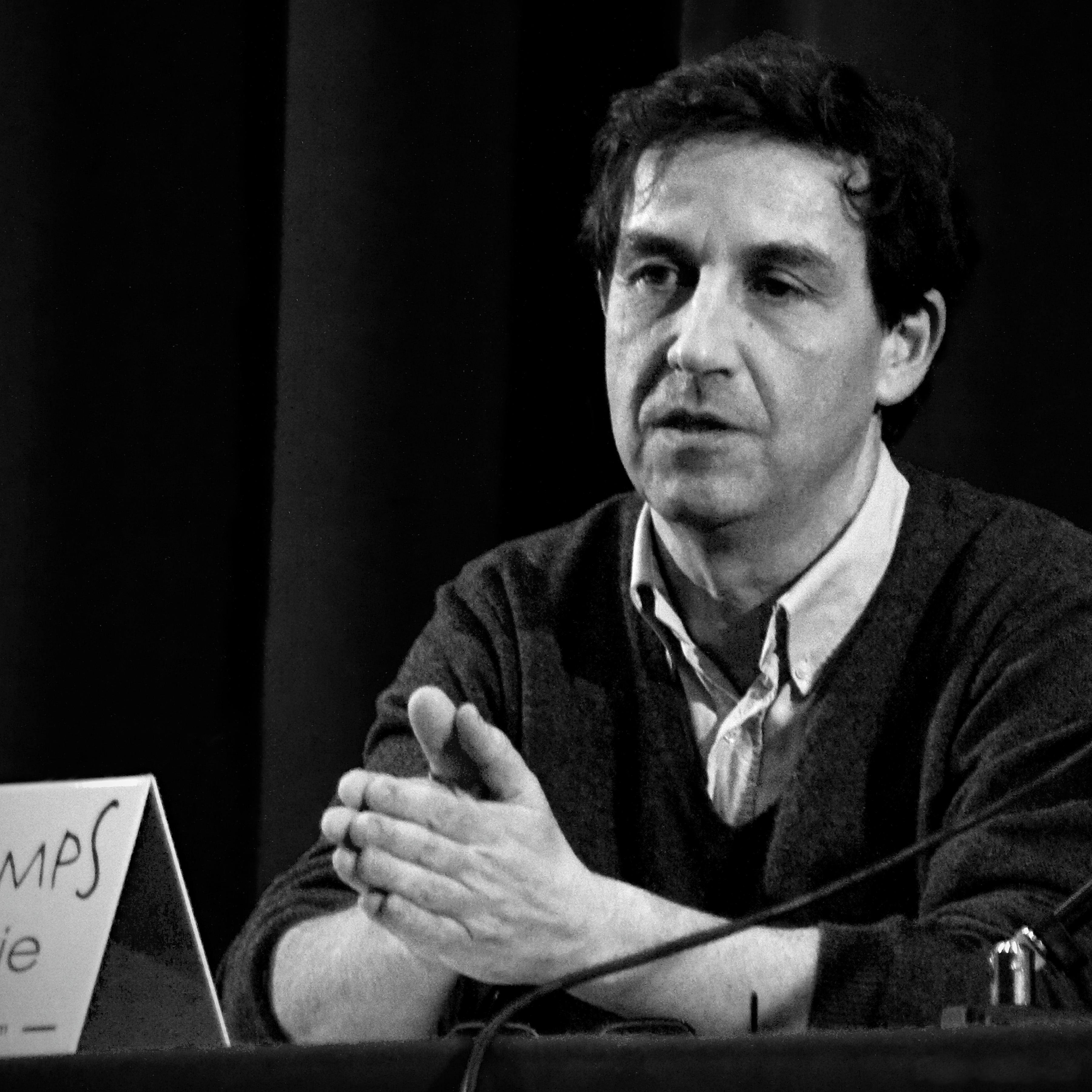
Emmanuel Todd bei einer Konferenz (2008)

Anfang der 1990er Jahre wurde in Frankreich die Einwanderung zu einem wichtigen Thema. Emmanuel Todd beteiligte sich an der Diskussion, indem er die Ergebnisse früherer Forschungsarbeiten in Le destin des immigrés (dt. „Das Schicksal der Immigranten“) (1994) veröffentlichte. In diesem Buch, für das er vom französischen Parlament eine Auszeichnung erhielt, zeigt er anhand von demographischem und historischem Material, wie die Familienstruktur (insbesondere die Erbfolge) Gesellschaft und Ökonomie beeinflusst. Weltmacht USA: Ein Nachruf (französisch Après l’empire, 2002) ist wohl sein bekanntestes Werk, in dem er den Machtverlust der USA beschreibt und bereits Überlegungen zu zukünftigen internationalen politischen Konstellationen anstellt.

## Forschungsschwerpunkte
In Nachfolge seiner akademischen Lehrer Le Roy Ladurie, Peter Laslett und Alan Macfarlane befasst sich Emmanuel Todd vor allem mit historischer Anthropologie und historischer Demographie. Er bezeichnet sich als „Produkt“ der Annales-Schule, der Le Roy Ladurie zugerechnet wird, wie auch der Cambridge-Schule, die Laslett und Macfarlane vertraten. Todd beruft sich außerdem auf Methoden des Soziologen Fréderic Le Play und seinen Thesen zu Familienstrukturen aus dem 19. Jahrhundert.
Er spricht demographischen, familienstrukturellen, religiösen und Erziehungsfaktoren großes Gewicht bei der Entwicklung einzelner Gesellschaften, aber auch für die Entwicklung des globalen politischen Systems zu. Eine seiner Thesen besagt, dass viele sozio-politische Phänomene anhand der jeweils vorherrschenden Familienstruktur in der Gesellschaft zu erklären seien. Er entwickelte ein Klassifizierungsmuster von Gesellschaften, mit dem auch unter Berücksichtigung der zunehmend globalen Wechselwirkungen von Gesellschaftsformen die zukünftige Entwicklung dieser Gesellschaften absehbar sei. Todd meint, dass seine Thesen vor allem in den angelsächsischen Ländern und in Frankreich angegriffen werden, wo die prägende Rolle der Familienstrukturen zugunsten individualistischer Erklärungsmuster oder universalistischer Werte weitgehend negiert wird. Aber auch in Deutschland sei nach dem Krieg die differenzielle historische Darstellung von Bevölkerungsgruppen (und ihrer Wirtschaftssysteme und Kulturen) mit einem Tabu belegt gewesen. Man habe nicht mehr an die Erkenntnisse Max Webers und der deutschen Historischen Schule angeknüpft, sondern die Existenz universeller ökonomischer Gesetze postuliert. Die Ökonomie sei jedoch ein relativ kurzlebiger Faktor im Vergleich zu den Glaubenssystemen, und diese wiederum wandelten sich schneller als die Familienstrukturen. Anders als von Marx postuliert, schaffe die Ökonomie sich nicht ihren je spezifischen Überbau; dieser sei vielmehr pfadabhängig, sehr konservativ und wandle sich nur langsam.
Todd bezeichnete sich selbst als „empirischen Hegelianer“ und gilt als „Stichwortgeber für Debatten der französischen linken Mitte“.

## Veröffentlichungen (Auswahl)

### „The Explanation of Ideology: Family Structure and Social Systems“ (mit David Garrioch)
In seinem gemeinsam mit dem heute an der Monash University lehrenden Historiker David Garrioch veröffentlichten umfangreichen Buch untersucht Todd den Einfluss von Familienstrukturen auf eine Reihe sozialer Phänomene von der Partnerwahl über Kindersterblichkeit, Kindestötung und Ehestabilität bis hin zum Selbstmord und zum Erbrecht. Daran anschließend versucht er die Affinität bestimmter Familientypen zu Religionen und Ideologien zu erklären. Den auch in Deutschland verbreiteten autoritären Familientyp mit vorrangiger Erbberechtigung des ältesten Sohnes hält er für besonders anfällig für faschistische Ideologien. Die südostasiatische von ihm sogenannte „anomische Familie“ lasse keine ideologischen Präferenzen erkennen. Die endogame Großfamilie des Orients mit häufiger Verwandtenheirat tendiere zum Islam. Die exogame Großfamilie mit Gleichstellung aller Brüder, Vorherrschaft des ältesten Vaters, ohne Verwandtenheirat und von den Eltern bestimmter Partnerwahl (z. B. in Russland oder China) sei für kommunistische und sozialistische Ideologien anfällig. Die „absolute Kernfamilie“ der angelsächsisch-normannischen Welt habe sich den Werten des Liberalismus, Kapitalismus und Feminismus verschrieben.
In diesem Buch prophezeite er den Zusammenbruch der Sowjetunion und die Herauslösung ihrer islamischen Regionen ebenso wie einen Konflikt zwischen der zunehmend feministischen angelsächsischen Welt und der Welt des Islams hinsichtlich der Rolle der Frau.

### „Die neoliberale Illusion – Über die Stagnation der entwickelten Gesellschaften“
In seinem Buch „Die neoliberale Illusion“ beschreibt Todd mögliche Gefahren einer europäischen Gesellschaft, die sich zu einer Oligarchie oder Plutokratie der transnationalen Konzerne und der Vermögensoberschicht entwickeln könnte. Bei fortschreitendem, unbegrenztem Freihandel und neoliberaler Wirtschaftspolitik könnte sich ein verhärteter Kampf zwischen Finanzelite und verarmter Restbevölkerung in größerem Maße einstellen.
Todd vertritt in seinem Buch die These, dass „das Wirtschaftssystem […] keineswegs Motor der Geschichte oder deren primäre Ursache“ sei, sondern „es ist selbst nur eine Folge der Kräfte und Bewegungen, die auf tieferen Ebenen der gesellschaftlichen und geistigen Strukturen wirken“. Laut Todd müsse man jedoch auch die kulturellen, wirtschaftlichen und anthropologischen Ebenen miteinbeziehen und untersuchen, um die Krise der industrialisierten Welt genauer analysieren zu können.
Für Todd ist die Krise des Neoliberalismus „das Ergebnis eines langfristigen Wandels des Bildungsniveaus verschiedener Bevölkerungen“. Dies sieht er in den USA, die als „am höchsten entwickelte Gesellschaft, die bis vor kurzem eine führende Rolle in der Menschheitsentwicklung einnahm“; diese habe in den 70ern aber ihr „kulturelles Limit“ erreicht.
Die „intellektuelle Abnützung der mächtigsten Nation“ verberge sich hinter der „universalisierend-arroganten Fassade des Ultraliberalismus“ der USA. Seiner Meinung nach existieren zwei unterschiedliche anthropologische Systeme verschiedener Gesellschaften: zum einen das der individualistischen „Kernfamilie der angelsächsischen Welt“, zum anderen das der „integrativen Stammfamilie wie in Deutschland oder Japan“. Diese integrative Stammfamilie neige dazu, das Erbe (vor allem an Grund und Boden) zusammenzuhalten und die Produktion höher zu bewerten als den Konsum. Auffälligerweise gehören diese Ökonomien zu den besonders exportintensiven. Todds Argumentation zielt darauf ab, die Ideologie und Illusion des Neoliberalismus zu widerlegen, die die Krise der industriellen Welt verschärfe und zu gefährlichen, auf Kreditbasis finanzierten Handelsungleichgewichten führe. Die globale Konkurrenz und der permanente ökonomische Krisenzustand habe die Nationen in starke und schwache aufgespaltet und Europa eine neue Hierarchie aufgezwungen.

### „Das Schicksal der Immigranten“
Dieses Buch wurde mit dem Preis der französischen Nationalversammlung ausgezeichnet. Todd beschäftigt sich darin mit der Anpassung und Angleichung oder Nichtangleichung der Immigranten in den vier großen (westlichen) Einwanderungsländern: USA, Großbritannien, Deutschland und Frankreich (andere werden kurz analysiert). Das „Schicksal der Immigranten“ in den verschiedenen Aufnahmeländern lasse sich anhand politischer und ideologischer Indikatoren nur unzureichend bestimmen. Eine realistische Analyse der Folgen von Einwanderung müsse auch und zuvörderst die Familienstrukturen, Erbfolgeregelungen und Glaubenssysteme sowohl der Immigranten als auch der Einwanderungsländer zum Gegenstand haben.
Todd unterscheidet grundsätzlich zwei Familienstrukturen: Die symmetrische gehe von der Gleichheit der Brüder (seltener auch der Schwestern) im Erbrecht aus, das heißt alle Menschen (zumindest alle Männer) sind gleich erbberechtigt. Entsprechende universalistische Einstellungen würden in Europa durch die egalitäre Kernfamilie der romanischen Länder weitertransportiert. Dagegen kennzeichne eine starke Asymmetrie der familiären Ordnung u. a. die deutsche und die japanische Stammfamilie mit ihrer Bevorzugung des Erstgeborenen. Durch die eine wie die andere Familienstruktur entstünde unbewusst („a priori“) eine Vorstellung von der Gleichheit bzw. Nicht-Gleichheit von Menschen überhaupt.

### „Weltmacht USA – Ein Nachruf“
Siehe Hauptartikel: Weltmacht USA: Ein Nachruf
Hier skizziert Todd die Entwicklung Amerikas von der stabilisierenden Supermacht zu einem Unruhestifter in der Welt. Er bezieht sich auf andere Politologen, zum Beispiel auf Zbigniew Brzeziński, Samuel P. Huntington, Francis Fukuyama, Henry Kissinger, Paul Kennedy, Robert Gilpin, wobei er deren Theorien in seine eigene einfließen lässt oder sie miteinander verknüpft.
Nach Todd war die besondere Stärke der USA deren wirtschaftliche und ideologische Dominanz über den nicht-kommunistischen Teil der Welt zu Zeiten des Kalten Krieges. Die wirtschaftliche Dominanz hätten sie besonders durch ihre Zurückhaltung in den beiden Weltkriegen und der daraus resultierenden Überlegenheit gegenüber den geschwächten europäischen Mächten und Japan erlangt. Die ideologische Dominanz wiederum sei ein Resultat der Bipolarität, welche die USA als Verkörperung der freiheitlich-demokratischen Werte legitimiert hätte. Diese Legitimation schwinde seit dem Zerfall der Sowjetunion aber nach und nach und werde durch die unberechenbare und destabilisierende Außenpolitik der USA noch mehr schwinden.
Zudem beschreibt Todd in seinem Buch eine Umkehrung der wirtschaftlichen Abhängigkeit. Früher sei die Welt von den USA abhängig gewesen, jetzt seien die USA vom Rest der Welt abhängig. Ein Grund dafür sei das amerikanische Problem, mehr zu konsumieren als zu produzieren und das daraus resultierende Handelsdefizit, welches sich seit den 1970er Jahren stetig vergrößert.
Des Weiteren zeigt Todd anhand empirischer Daten, dass die Transaktionen zwischen Russland, Europa und Japan zunehmen, wohingegen die Investitionen in die USA abnehmen. Europa, Russland und Japan sieht Todd als die wichtigsten Mächte im zukünftigen globalen System des Gleichgewichts, das er umreißt.
Todd spricht in seinem Buch eine weitere Umkehrung der Verhältnisse an. Seine These ist, dass es eine Entwicklung der heutigen Demokratien hin zu Oligarchien gebe, während die Entwicklungsländer durch steigenden Alphabetisierungsgrad und ein höheres Bildungsniveau immer demokratischer würden.

### „Die unaufhaltsame Revolution“ (mit Youssef Courbage)
Zusammen mit Youssef Courbage, dem aus Syrien stammenden Forschungsdirektor am Institut National d’Études Démographiques in Paris und damit seinem Vorgesetzten, veröffentlichte Emmanuel Todd im Herbst 2007 „Le Rendez-vous des civilisations“. Der Titel der deutschen Übersetzung lautet „Die unaufhaltsame Revolution: Wie die Werte der Moderne die islamische Welt verändern“. Darin geht es um den Entwicklungsrückstand der muslimischen Gesellschaft.
In dem Buch konzentrieren sich die Autoren wieder stärker auf ihre Theorie, dass die Alphabetisierung vor allem der Frauen – sekundär auch der Männer – einer Gesellschaft deren Geburtenrate entscheidend bestimmt, und dass der Eintritt einer Gesellschaft in die Moderne durch den tendenziellen Fall der Geburtenrate eingeleitet wird. Die Art, wie die demografische Revolution ablaufe, werde dabei am stärksten durch die vorherrschenden Familienstrukturen eines Landes bestimmt, nicht jedoch durch die Religion. Allerdings scheine eine vorausgehende religiöse Krise zur Standardentwicklung zu gehören.
Die Autoren liefern eine Vielzahl von Beispielen für die regional unterschiedlichen Ausprägungen der dargestellten grundsätzlichen Entwicklungen und untermauern ihre Thesen durch eine große Anzahl an Zahlen, Statistiken und Schaubildern.

### „Wer ist Charlie?“
Nach dem Anschlag auf die Redaktion der Satirezeitschrift Charlie Hebdo im Januar 2015 veröffentlichte Todd einen Essay, in dem er darauf hinwies, dass sich auch viele rechte Antidemokraten an den Solidaritätsprotesten (Je suis Charlie) beteiligten. Hinter der Solidarisierung mit „Charlie“ stehe oft kein Bekenntnis zur Demokratie, sondern ein bürgerlicher Antiislamismus. Frankreich werde politisch-ideologisch vom sogenannten „MAZ“-Block dominiert, ein Kürzel für Mittelschicht, Alte und die von Todd sogenannten Zombie-Katholiken. Der MAZ-Block bestehe aus denjenen Eliten, die um ihre Macht und um ihren Wohlstand fürchten. Für ihre Probleme machten sie hauptsächlich islamische Migranten und Arbeiter verantwortlich und radikalisierten sich immer mehr. Während die Einwanderer, die in die heruntergekommenen Vorstädte, die Banlieues, verbannt sind, ebenfalls immer mehr Hass entwickeln, laufen „die Arbeiter“ frustriert in die Fänge des rechtsextremen Front National, einer Partei, die von einem Holocaustleugner gegründet wurde. Diese Konstellation gefährde die Demokratie.

### „Traurige Moderne“
In dem 2018 auf Deutsch erschienenen Buch „Traurige Moderne“ (im französischen Original Où en sommes-nous ?) legt Todd dar, wie sich seit der Steinzeit unterschiedliche Familiensysteme verbreitet haben, die bis heute die Mentalitäten zutiefst prägen. Auch die Religion wirke nach der Säkularisierung – selbst wenn sie nicht mehr praktiziert werde – als unbewusstes Regelsystem fort; Todd spricht in diesem Zusammenhang von Zombie-Religionen („Zombie-Katholizismus“, „Zombie-Lutheranertum“). Er beschreibt die Dynamik der amerikanischen Gesellschaft mit ihren „primitiven“ (weil der ursprünglichen menschlichen Familienstruktur ähnlichen) Kern- oder Kleinfamilien ohne komplexe Verwandtschaftsbeziehungen und vergleicht sie mit der Unbeweglichkeit von Kulturen mit hochkomplexen patriarchalischen kommunitären Großfamilien. Wo Kinder erbrechtlich ungleich behandelt werden (und das beginnt mit der frühen Agrargesellschaft), entsteht eine Weltsicht, die hierarchisch und autoritär geprägt ist, jedoch zur ungeteilten Ansammlung von Eigentum und Wissen führen kann. Wo hingegen Eigentum egalitär vererbt wird wie in Nordfrankreich oder ohne feste Regeln frei vererbt wird wie in den angelsächsischen Ländern, werden Menschen eher als gleich bzw. nicht als prinzipiell ungleich angesehen. Jedoch werde im liberalen angelsächsischen Kulturbereich Ungleichheit (und die Ausgrenzung von Rassen oder Klassen) sozial akzeptiert. Der Individualismus der nicht egalitären Kernfamilie fördere auch Brüche zwischen den Generationen.
Die „kommunitär“-exogamen Familien der Brüdergemeinschaften, die ihren Ursprung in den Nomadengesellschaften haben, führen hingegen ebenso wie die endogam-kommunitären Gesellschaften der altorientalischen Agrargesellschaften zu einer Abwertung der Rolle der Frauen und zum Aufstieg totalitärer Ideologien.

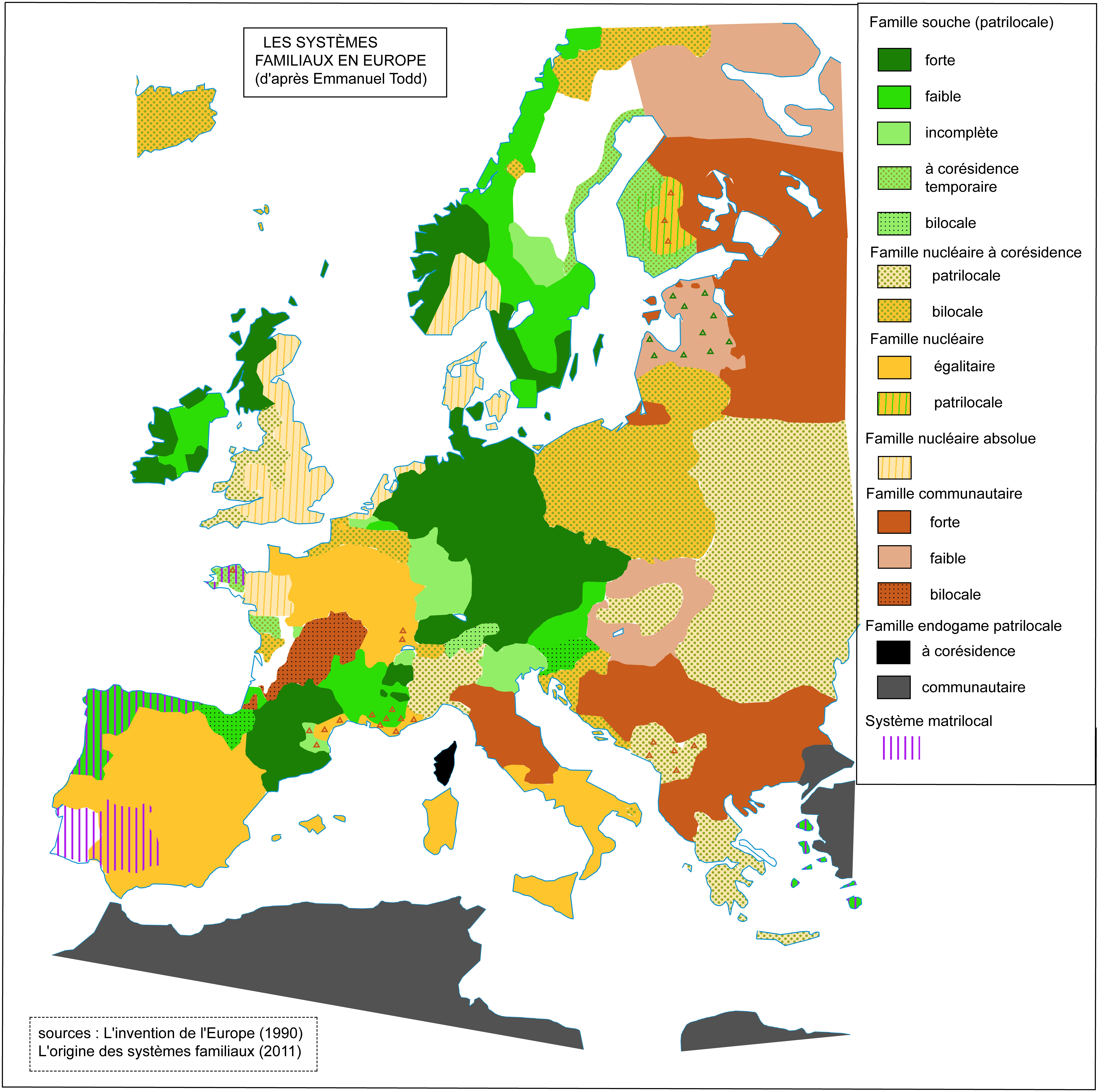
Verbreitung von verschiedenen Familiensystemen in Europa nach Todd. Grüntöne: Formen der Stammfamilie (je dunkler, desto stärker ausgeprägt). Gelbtöne: Kernfamilie. Orangetöne: kommunitäre Familie. Grau: endogam-patrilokale Familie. Rote Streifen: matrilokale Familie.

Für Todd sind es also die Familienstrukturen, die letztlich dazu führten, dass die Idee der Menschenrechte in der „Anglosphäre“ und in Frankreich aufkam, während sich in den durch „Stammfamilien“ (Eltern leben hier mit dem ältesten Sohne zusammen, der alles oder einen überproportionalen Anteil erbt) geprägten Gesellschaften wie Deutschland, Japan und Korea autoritäre Ideen durchsetzten. Diese Gesellschaften neigten zum Militarismus und erreichten durch die (Zwangs-)Rekrutierung der jüngeren, nicht erbenden Söhne hohe Rekrutierungsquoten bezogen auf die Gesamtbevölkerung (in Preußen oder Schweden über 7 % im 18. Jahrhundert).
Todd leitet daraus einen Konflikt zwischen der deutschen Stammfamiliengesellschaft und einer Zuwanderung aus endogam-kommunitären Familienstrukturen, wie sie in der arabischen Welt existieren. Wo diese tief verankerten Unterschiede bei der Lösung der gegenwärtigen Krisen nicht berücksichtigt werden, so Todd, gerate die Demokratie in Gefahr. Todd prognostiziert die Auflehnung vieler EU-Länder gegen Deutschland, das der EU ökonomisch-politische universalistische Werte überstülpe, ohne selbst daran zu glauben oder sie in den Tiefenstrukturen der deutschen Gesellschaft glaubhaft realisiert zu haben. In Deutschland sei „das Vergessen familiärer Werte“ (zu denen die Annahme angeborener Ungleichheit und der Autoritarismus gehören, die sich in der Primogenitur ausdrücken) nach der NS-Zeit „zur Therapie“ geworden.
Das heutige Paradox bestehe darin, dass die „extrovertierte“, auf Außenhandel angewiesene deutsche Ökonomie mit ihrer plötzlichen Öffnung gegenüber der Zuwanderung zu einem Rückzug des Landes auf sich selbst und zu einer erneuten inneren Verhärtung führen könne, die „aus Angst vor den Unterschieden die Sitten von der Polizei regeln lässt“. Auch zum Thema des wachsenden Populismus äußert sich Todd: Wie in den USA habe in Europa die Trennung der akademischen Schichten von der übrigen Bevölkerung „zu einer Verkümmerung des demokratischen Gefühls“ geführt, das früher in der „Homogenität der Massenalphabetisierung“ verankert war. Das demokratische Gefühl in Kontinentaleuropa sei aber stärker als in den USA familiär und religiös bedingt autoritär und von Ungleichheit überformt, was zu einem Aufstand gegen das europäische System führen könne. Die Darstellung Europas als Geburtsort der liberalen Demokratie sei „glatter intellektueller Schwindel“. In Deutschland täusche man sich, wenn man Frankreich für eine liberale Demokratie halte.

#### Rezeption in Deutschland
Günther Nonnenmacher kritisiert in der FAZ Todds deterministische Diagnose, die zudem „an der Unterstellung (festhalte), deutsche Politik verfolge – die Parteien übergreifend – perfide Pläne. Es ist eine Diagnose, die im politischen Spektrum Frankreichs (und nicht nur dort) tatsächlich Beachtung findet. Immerhin fast die Hälfte der Franzosen haben bei der letzten Präsidentenwahl für die Rechtspopulistin Marine Le Pen, den linken Volkstribun Jean-Luc Mélenchon und andere Radikale gestimmt, die in ihren Wahlkämpfen ähnliche Thesen verbreitet haben“. Diese Positionen werden jedoch von Nonnenmacher nicht konkret benannt. Marko Martin fragt sich: „Todd, ein Thilo Sarrazin für die gebildeten Stände?“
und hält das Buch „für eines der traurigen Beispiele für ein verschwörungstheoretisches, in elitärem Duktus vorgetragenes Eliten-Bashing, das kokett nach beiden Seiten schielt: Nach rechtsaußen ebenso wie nach linksaußen.“

#### Rezeption in der Schweiz
Für Claudia Mäder in der NZZ lässt „eine Geschichte, die mit Blick auf die autoritären Tendenzen im heutigen Europa mit den folgenden Worten endet, … keine Fragen offen und dem handelnden Individuum herzlich wenig Platz“.
Peter Burri schreibt in der Basler Zeitung: Todd „sieht die Gefahr, dass die Staatsmacht in Paris ‚abhebe‘ und sich gar zu einem ‚autoritären Regime‘ entwickeln könnte. ... Wie immer man zu ihm steht, Todd ist jedenfalls eine interessante Stimme aus unserem Nachbarland, dessen Präsident in Brüssel und besonders in Deutschland als Retter der EU beschworen wird.“

### „Der Westen im Niedergang: Ökonomie, Kultur und Religion im freien Fall“
Die deutsche Ausgabe erschien am 14. Oktober 2024. In diesem während des Ukrainekrieges geschriebenen Buch analysiert Todd mit seinen anthropologischen und demografischen Methoden die Situation in der Ukraine, Russland, Europa und den USA sowie global. Die Vorgeschichte des Krieges beschreibt er so: "Anfang der 2000er-Jahre gab es eine Annäherung zwischen Europa und Deutschland auf der einen und Russland auf der anderen Seite. Dass Schröder, Putin und Chirac gemeinsam eine Front gegen den Irakkrieg bildeten, hat die Amerikaner aufgeschreckt. Sie befürchteten, dass sich eine der größten Industriemächte der Welt, Deutschland, mit einer der größten Energiemächte der Welt, Russland, zusammentun und Amerika gewissermaßen aus Europa verdrängen würden. Deutschland musste also aus der Sicht Washingtons von Russland getrennt werden. Indem man die Russen zur Intervention in der Ukraine drängte, gelang dies schließlich. Die Sprengung der Nord-Stream-Pipelines ist das Sahnehäubchen."
Dabei blickt er als Historiker auf den Krieg und erklärte: "Vor dem Februar 2022 gab es eine Ausdehnung der NATO nach Osten. Im Zusammenhang mit dem Maidan haben die Amerikaner dann direkt in der Ukraine interveniert. Die ukrainischen Nationalisten und ein Teil der amerikanischen politischen Klasse haben sich gegenseitig in ihrer Russophobie hochgeschaukelt und damit eine teilweise irrationale Dynamik in Gang gesetzt. Am Ende war eine Situation entstanden, in der die NATO de facto damit begonnen hatte, die ukrainische Armee bis an die russische Grenze aufzurüsten. Die Russen hatten angekündigt, dass sie eine in die NATO integrierte Ukraine nicht tolerieren könnten. Sie hatten gewarnt, dass sie in einem solchen Fall eingreifen würden." Todd zeigte sich überzeugt, dass es an Deutschland sei, den Ukraine-Krieg zu beenden. In einem Interview mit der Berliner Zeitung erklärte Todd: "Es geht also darum, ob sich Deutschland von den Amerikanern löst und sich für den Frieden in der Ukraine einsetzt. Deutschland wird entscheiden, ob ein endloser Krieg weitergeht oder ob Frieden einkehrt. In diesem Sinne muss Deutschland seiner Verantwortung als Führungsmacht in Europa gerecht werden. Wir alle in Europa warten darauf, dass Berlin den Krieg beendet."
Todd charakterisiert Russland als „autoritäre Demokratie“, da Putins Position in regelmäßigen Wahlen durch die Bevölkerung bestätigt werde. Die russische Industrie sei stärker, als der Westen glaubte. Russland sei zwar politisch, gesellschaftlich und wirtschaftlich stabil, jedoch demografisch schwach und daher nicht in der Lage zu expandieren. Es könne durch seine begrenzte Bevölkerung nur mit Mühe sein immenses Territorium sichern und sei daher defensiv eingestellt.
Die USA bezeichnet Todd als „liberale Oligarchie“. Auf das Ethos des verschwundenen Protestantismus seien blinde Hybris und planloser Aktivismus des „Blobs“ gefolgt. Nach Großbritannien folge auch die Europäische Union diesem Weg der USA. Die Kindersterblichkeit in Russland sei 2023/2024 niedriger als in den USA. Die durch den Dienstleistungssektor aufgeblähten Zahlen zum Bruttoinlandsprodukt täuschten über die "große Schwäche" in der realen industriellen und landwirtschaftlichen Produktion der USA hinweg. Diese könnten ihre Bevölkerung nur mithilfe eines gigantischen Leistungsbilanzdefizits versorgen, weil die „Dollarisierung“ der Weltwirtschaft ihnen dies zu Lasten der übrigen Menschheit gestatte. Nachdem die USA in die „Falle“ gegangen seien, die ihnen der ukrainische Nationalismus gestellt habe, könnten sie nicht mehr heraus ohne Gesichtsverlust. Sie seien angesichts ihres riesigen Außenhandelsdefizits gegenüber ihren „Vasallen“ in Westeuropa und Ostasien von diesen wirtschaftlich abhängig und brauchten die NATO, um sie weiterhin kontrollieren zu können.